# Filsum

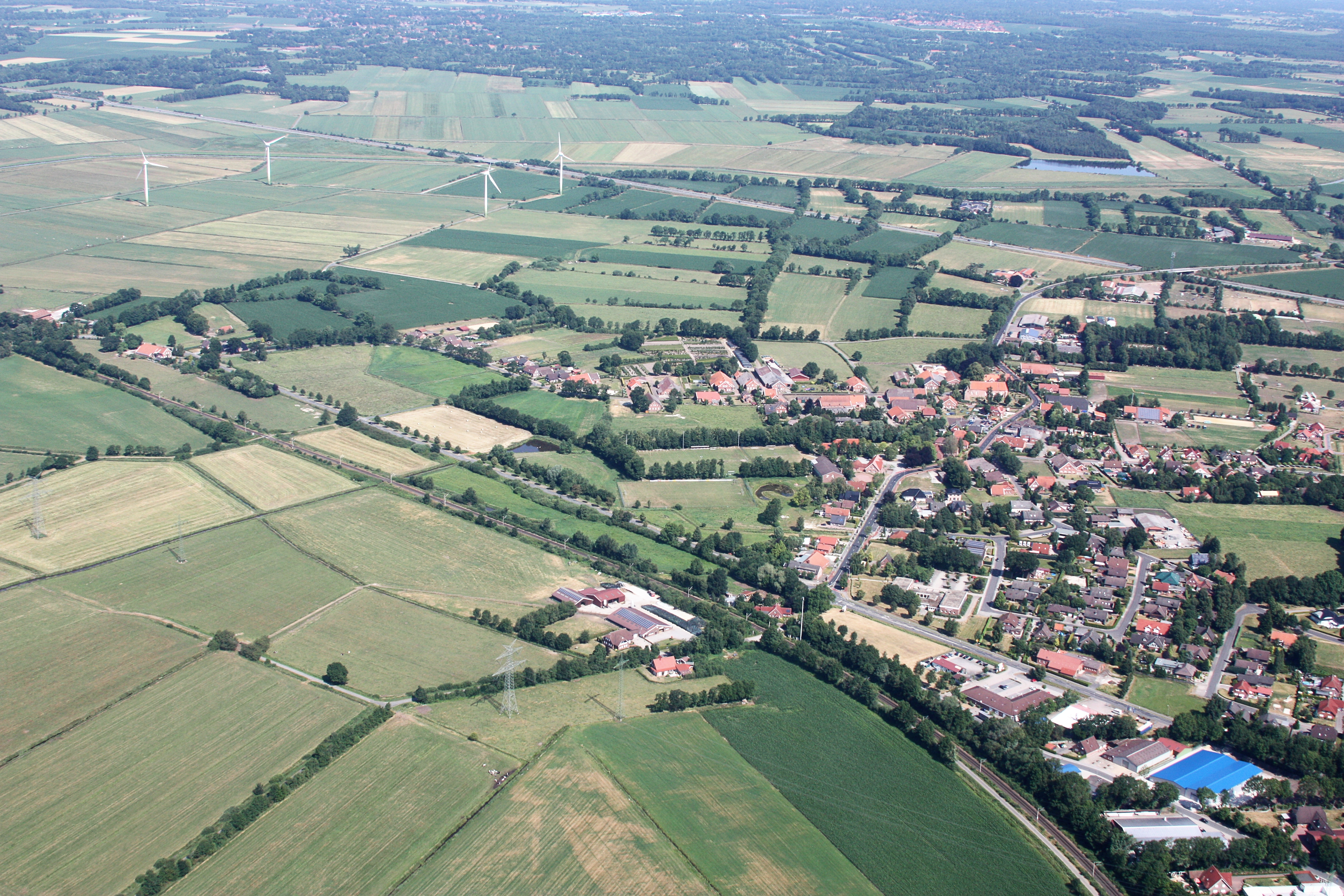
Luftbild von Filsum

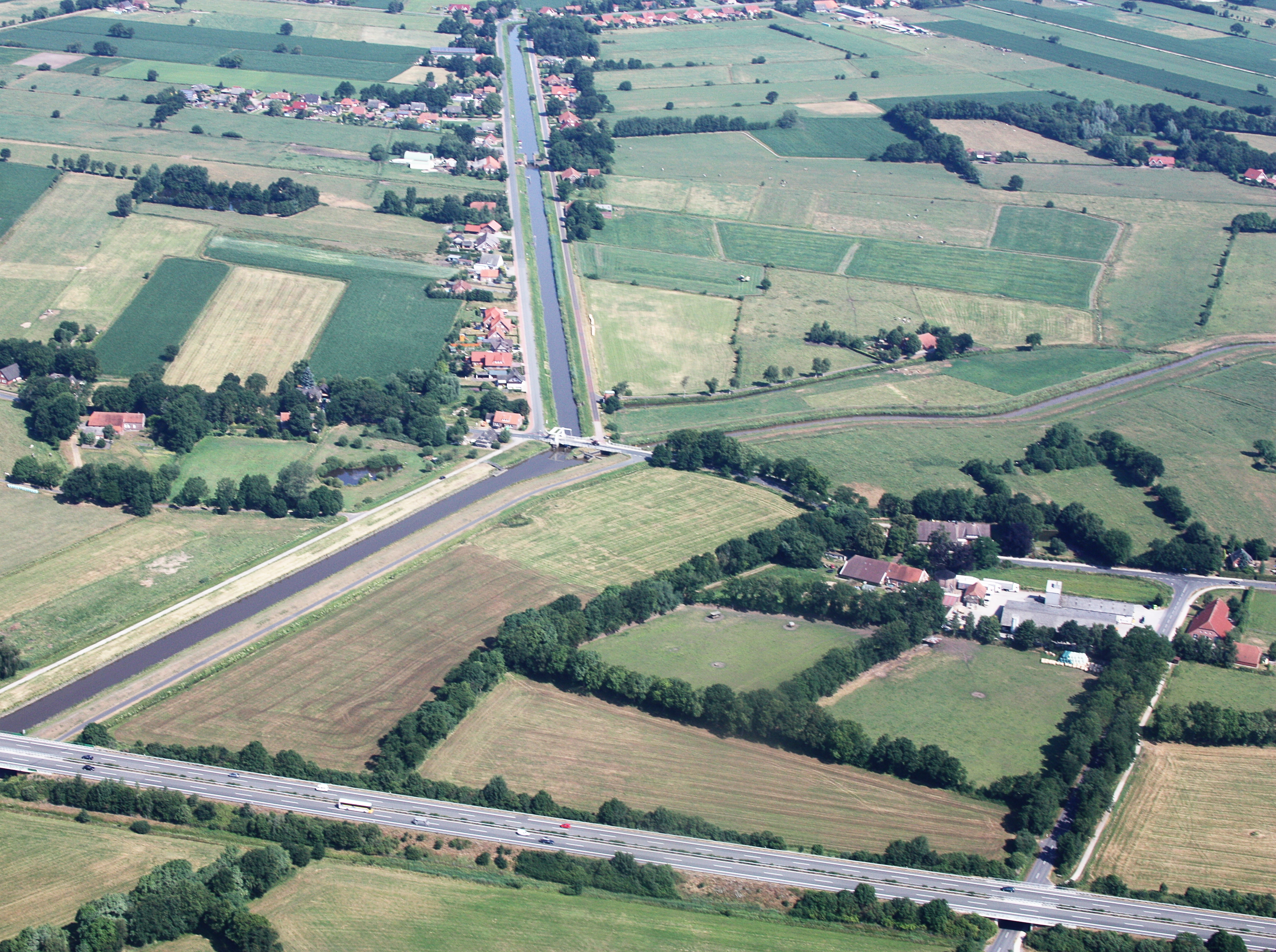
Brückenfehn am Nordgeorgsfehnkanal

Filsum ist eine ostfriesische Gemeinde im Nordwesten Deutschlands. Sie gehört zur Samtgemeinde Jümme, deren Verwaltungssitz die Gemeinde ist.

## Geografie

### Geografische Lage
Der Ort liegt ca. 30 km von der Grenze zu den Niederlanden und 50 km von der Nordseeküste entfernt. Die Jümme fließt durch die Gemeinde. In der Gemeinde Filsum besteht direkter Anschluss an die B 72 und die A 28.

### Nachbargemeinden
Filsum grenzt an Uplengen, Detern, Nortmoor, Holtland und Hesel.

### Gemeindegliederung
Filsum besteht außer dem eigentlichen Ort zusätzlich aus den Ortsteilen Ammersum, Brückenfehn, Busboomsfehn, Lammertsfehn (bis 14. Mai 1934 Lammersfehn)  und Stallbrüggerfeld.

## Geschichte
Um 1850 wurde bei Filsum ein Münzschatz mit  römischen Denaren gefunden, der vermutlich aus etwa 100 Silbermünzen aus dem 1. und 2. Jahrhundert n. Chr. bestanden hat. 2021 fanden Sondengänger den Münzschatz von Filsum mit 96 römischen  Silbermünzen aus dem 1. bis 3. Jahrhundert n. Chr. Darüber, wie die Münzen nach Filsum im rechtsrheinischen Germanien (Germania magna) außerhalb der Grenzen des römischen Reiches gekommen sind, gibt es verschiedene Theorien. 

### Religionen
Die evangelisch-lutherische St.-Paulus-Kirche feierte im Jahr 2000 ihr 750-jähriges Bestehen. Sie hat etwa 1750 Mitglieder. Damit ist die Gemeinde Filsum stark protestantisch geprägt, wie auch das übrige Ostfriesland. Darüber hinaus wird die Arbeit der Kirchengemeinde ergänzt durch die Landeskirchlichen Gemeinschaften in Filsum und Lammertsfehn und die Arbeit des EC (Entschieden für Christus). Daneben hat sich im Ortsteil Lammertsfehn eine freie christliche Gemeinde (Freie Bibelgemeinde) gegründet. Bis in die 1980er Jahre hinein gab es in Filsum eine katholische Gemeinde, die aber mangels Mitglieder aufgegeben wurde.

### Eingemeindungen
Im Zuge der Gebietsreform wurden am 1. Januar 1973 die selbständigen Gemeinden Ammersum (mit Brückenfehn), Filsum (mit Busboomsfehn und Stallbrüggerfeld) und Lammertsfehn zur neuen Gemeinde Filsum zusammengefasst.

### Erklärung des Ortsnamens
Der Ortsname geht wahrscheinlich auf einen frühgermanischen, vielleicht sogar vorgermanischen Ortsnamen, zurück. Seine Basis besteht aus der alten Wortsippe um „gießen, fließen, (über)schwemmen“. Hierzu gehören zum Beispiel baltische Wörter wie „pilvė“, also „Schlick, Schlamm“, „pìlti“, also „gießen“, „pilēt“, also „träufeln“, „at-pīles“, also „Moraststellen, die im Winter nicht zufrieren“. Wenn in nichtgermanischen Namen ein „p-“ steht, ist es im Germanischen und Deutschen zu „f-“ oder „v-“ geworden.

## Politik

### Gemeinderat
Der Rat der Gemeinde Filsum besteht aus 13 Ratsfrauen und Ratsherren. Dies ist die festgelegte Anzahl für die Mitgliedsgemeinde einer Samtgemeinde mit einer Einwohnerzahl zwischen 2001 und 3000 Einwohnern. Die 13 Ratsmitglieder werden durch eine Kommunalwahl für jeweils fünf Jahre gewählt. Die aktuelle Amtszeit begann am 1. November 2021 und endet am 31. Oktober 2026.
Die letzte Kommunalwahl vom 12. September 2021 ergab das folgende Ergebnis:
| Partei                              | Anteilige Stimmen | Anzahl Sitze |
| ----------------------------------- | ----------------- | ------------ |
| CDU                                 | 56,0 %            | 9            |
| SPD                                 | 30,1 %            | 2            |
| Allgemeine Wählergemeinschaft (AWG) | 6,8 %             | 1            |
| FDP                                 | 3,3 %             | 1            |

Die Wahlbeteiligung bei der Kommunalwahl 2021 lag mit 70,2 % deutlich über dem niedersächsischen Durchschnitt von 57,1 %. Zum Vergleich: Bei der vorherigen Kommunalwahl 2016 lag die Beteiligung auf gleichem Niveau, bei der Wahl vom 11. September 2011 lag die Wahlbeteiligung bei 61,8 %.

### Bürgermeister
Der Gemeinderat wählte im Jahr 2016 Gerhard Bruns (CDU) zum ehrenamtlichen Bürgermeister der Gemeinde Filsum. Seine Vorgängerin war Margret Schulte-Cramer (CDU),
die ihr Amt am 9. November 2011 antrat, 2016 aber nicht wieder kandidierte. Ab dem 10. Januar 2019 war Bernhard Gathen Bürgermeister. Im Jahr 2021 wurde er bei der ersten offiziellen Gemeinderatssitzung nach der Kommunalwahl als Ehrenamtlicher Bürgermeister vom Rat wiedergewählt.

### Wappen
Blasonierung: In Grün ein silberner Pferdekopf mit schwarzem Zaumzeug.

### Gemeindepartnerschaften
Eine Partnerschaft besteht mit der Gemeinde Steintanz-Warnow in Mecklenburg-Vorpommern.

## Persönlichkeiten
- Der überregional durch Funk und Fernsehen bekannte Pferdeflüsterer und Buchautor Tamme Hanken (1960–2016) kam aus diesem Ort und hatte hier seinen Pferde-Reha-Hof.
- Bis 2006 war Filsum das Winterquartier des Zirkus Charles Knie. Nach dem Verkauf des Zirkus zog das Winterquartier nach Papenburg um. Der ehemalige Besitzer Charles Knie wanderte anschließend nach Australien aus.

## Verkehr
Der Bahnhof Filsum lag an der Bahnstrecke Oldenburg–Leer. Inzwischen passieren die Züge den Ort ohne Halt.
Filsum ist über eine Buslinie von Weser-Ems-Bus mit der Kreisstadt Leer und Augustfehn im Landkreis Ammerland verbunden.